# Hector Garaud
Pour les articles homonymes, voir Garaud.
Hector Eugene Joseph Garaud (27 août 1898 à Saint-Antoine - 5 avril 1940 à Montpellier) est un as de l'aviation français de la Première Guerre mondiale, au cours de laquelle il remporte treize victoires aériennes homologuées et une victoire probable.

## Biographie
Garaud commence son service militaire le 12 juillet 1915, il est directement assigné au 2e Groupe d'Aviation. Le 28 septembre, il est envoyé à l'entraînement au Parc d'Aviation No. 100. Son instruction achevée, il intègre l'Escadrille V97 (le 'V' indiquant que les pilotes volent avec des Voisins) le 4 novembre 1915. Il y sert en tant qu'observateur/fusilier (mitrailleur).
Le 16 août 1916, il commence l'entraînement pour devenir pilote à Buc. Il obtient le brevet de pilote militaire N°4804 le 21 octobre 1916. Huit jours plus tard, il est envoyé à Avord pour parfaire son expérience. Il est promu au grade de caporal le 11 novembre 1916 avant d'être envoyé à Cazaux et à Pau en perfectionnement. Le 16 avril 1917, il intègre l'Escadrille Spa38 et remporte sa première victoire le 12 mai. Il est promu au grade de sergent le 25 juin. Il remporte trois nouvelles victoires, le 29 octobre, le 13 novembre, et le 12 décembre 1917. Le 22 décembre 1917, il devient un as, après avoir abattu un avion allemand avec Marcel Henriot (en) et Gabriel Guérin, au-dessus de Livry-Louvercy. Le jour suivant, Garaud partage sa sixième victoire avec Georges Madon,.
Garaud commence l'année en remportant sa septième victoire le 1er janvier 1918 et en recevant la Médaille militaire le 2. Le 19 février, il abat un nouvel avion allemand, au-dessus de Prunay. Le jour suivant, il est fait adjudant. En mars, en remportant quatre nouvelles victoires, il est blessé au poumon droit par une balle le jour de sa dernière victoire, le 26 mars. Il est fait chevalier de la Légion d'honneur le jour même.
Garaud remporte une dernière victoire, le 12 août 1918. Le 3 octobre, il est blessé au visage par un shrapnel. Le 20 octobre, il est nommé sous-lieutenant à titre temporaire. Hector Garaud termine la guerre avec 495 heures à son carnet de vol. Il se voit attribuer la Légion d'honneur, la Médaille Militaire, la Military Medal britannique ainsi que la Croix de Guerre avec huit palmes et deux étoiles.
Garaud meurt accidentellement, en s'entraînant dans un chasseur Curtiss H-75 à l'école de chasse de Montpellier (Centre d'Instruction de la Chasse), le 2 avril 1940. Il est promu au grade de commandant à titre posthume.

## Référence
1. ↑  Over the front, p. 162.
2. 1 2 3 4 5  http://www.theaerodrome.com/aces/france/garaud.php Consulté le 12 juin 2010.
3. 1 2  Over the front, p. 162–163.
4. ↑  Over the front, p. 163.

- (en) Norman L. R. Franks et Frank W. Bailey, Over the front : a complete record of the fighter aces and units of the United States and French Air Services, 1914-1918, Londres, Grub Street, 1992, 228 p. (ISBN 978-0-948817-54-0 et 0-948-81754-2, lire en ligne)